# Gozdów (Lublin)
Pour les articles homonymes, voir Gozdów.
Gozdów (prononciation : [ˈɡɔzduf]) est un village polonais de la gmina de Werbkowice dans le powiat de Hrubieszów de la voïvodie de Lublin dans l'est de la Pologne.
Il se situe à environ 4 kilomètres au nord-est de Werbkowice (siège de la gmina), 8 kilomètres au sud-ouest de Hrubieszów (siège du powiat) et 102 kilomètres au sud-est de Lublin (capitale de la voïvodie).
Le village comptait approximativement une population de 816 habitants en 2008.

## Histoire
Gozdów avait le statut de ville de 1564 à 1698.
De 1975 à 1998, le village est attaché administrativement à la voïvodie de Zamość.

Depuis 1999, il fait partie de la voïvodie de Lublin.